# HMS Quentin (G78)
«Квентін» (G78) (англ. HMS Quentin (G78) — військовий корабель, ескадрений міноносець типу «Q» Королівського військово-морського флоту Великої Британії за часів Другої світової війни.

## Дизайн та конструкція

### Конструкція
«Квентін» належав до есмінців типу Q та мав корпус загальною довжиною між перпендикулярами 109,2 м м, бімс — 10,9 м та осадку між 2,7 до 3,43 м у залежності від навантаження. Водотоннажність бойового корабля становила стандартна — 1 720 довгих тонн та повна — 2 449 тонн відповідно.
Головна енергетична установка складалась з трьох триколекторних Адміралтейських котли Yarrow з пароперегрівником і двох одноступінчатих редукторів, двох парових турбін Brown-Curtis. Дві турбіни (високого і низького тиску) і редуктор становили турбозубчатий агрегат. Розміщення ГЕУ — лінійне. Котли розміщувалися в ізольованих відсіках, турбіни — в загальному машинному відділенні, при цьому були відокремлені від турбін водонепроникною перегородкою.
Проектна потужність силової установки становила 40 000 к. с. (20 000 кВт), що мало забезпечити максимальну швидкість ходу есмінця (при повному навантаженні) в 36 вузлів (67 км/год). Запас палива зберігався в паливних танках, ємністю 615 тонн мазуту, що забезпечувало дальність плавання 4 675 морських миль (8 658 км) 20-вузловим ходом (37 км/год).
Корабельна артилерія головного калібру (ГК) есмінця «Квентін»: чотири 120-мм універсальних швидкострільних гармат QF Mk.XII з довжиною ствола 45 калібрів у поодиноких баштах типу CP Mk.XVIII 'A', 'B', 'X', та 'Y', загальною вагою до 9,54 тонни кожна. Башти розміщувалися по центральній осі корабля та утворювали дві передні й дві кормові вогневі позиції. Максимальний кут піднесення +40°, зниження на −10°. Кут горизонтального наведення установок становив 340°, мертва зона — 20°. Маса снаряда 22,7 кг, початкова швидкість — 808 м/с. Гармати мали швидкострільність 10-12 пострілів на хвилину на дальність — 15 520 м. Боєзапас становив 300 пострілів на ствол (200 — фугасних, 50 — осколкових з дистанційнім підривачем та 50 — освітлювальних). Живучість ствола — до 1 400 пострілів.
Зенітне озброєння корабля складалось з однієї зчетвереної установки 40-мм автоматичної зенітної гармати QF 2 Mk.VIII з боєзапасом 1 800 снарядів на ствол. Також есмінець мав на озброєнні шість поодиноких установок Mk.III з 20-мм автоматичними швидкострільними зенітними гарматами «Ерлікон».
Торпедне озброєння включало два потрійних 21-дюймових (533-мм) торпедних апарати конструкції «Mk.XI», що розташовувалися в кормовій частині корпусу на осьовій лінії. Торпеди мали максимальну дальність 12 000 ярдів ходом до 20 вузлів. Боєголовка містила 322 кг TNT.
Протичовнове озброєння корабля складалась із сонара «ASDIC», 45-70 глибинних бомб, 3-4 бомбоскидачів і двох бомбометів на кормі.

## Історія
Есмінець «Квентін» після введення до строю Королівського флоту прибув до Скапа-Флоу, а в червні включений до сил, що провадили захист атлантичних конвоїв. 19 червня він супроводжував конвой WS 19P з Фрітауна до Кейптауна, а в кінці місяця вийшов на супроводження лінкорів «Нельсон» та «Родні», що повертались до берегів Британії.
Операція «П'єдестал»
У серпні 1942 року есмінець діяв у супроводі ще одного сумнозвісного конвою WS 21S, який йшов з Гібралтару до обложеної Мальти. До складу ескортної групи конвою під командуванням віцеадмірала Е.Сіфрета входили 2 лінкори, 4 ескадрених авіаносці, 7 крейсерів і 32 есмінці. Ескортне з'єднання вважалося найпотужнішим за всю війну, що виділялося на супровід конвою. Британське адміралтейство повністю усвідомлювало, що доля острова залежить від того, скільки транспортів добереться до острова. Особливо важливим був американський танкер «Огайо», зафрахтований міністерством військових перевезень і укомплектований британською командою.
11 серпня після виявлення конвою італійським підводним човном «Воршейх», союзний конвой піддався інтенсивній повітряній атаці та нападам німецьких й італійських субмарин. U-73 раптовою атакою потопив британський авіаносець «Ігл». Бомбардування та торпедні атаки не припинялися ні в ніч, ні вдень. «Квентін» проводив протичовновий захист угруповання, неодноразово застосовував торпеди та глибинні бомби проти ворожих кораблів. 12 числа він продовжував супроводжувати бойові кораблі та судна транспортного конвою крізь Сицилійську протоку.
Загалом під постійними атаками німецьких та італійських кораблів, підводних човнів, торпедоносців та бомбардувальників, конвой втратив один авіаносець, 2 легких крейсери, ескадрений міноносець та дев'ять торговельних суден з чотирнадцяти. Ще 1 авіаносець і 2 легких крейсери були пошкоджені внаслідок безперервних нападів.
14 серпня 1942 року есмінець «Квентін» повернувся з часткою сил флоту до Гібралтару. А вже 20 числа разом з
«Вансіттарт» вийшов у похід, прикриваючи крейсери «Сіріус» та «Фібі», до Фрітауна.
3 вересня 1942 року «Квентін» разом з есмінцями «Вімі» та «Патфайндер» атакували та затопили глибинними бомбами в Карибському морі поблизу Тринідаду німецьку субмарину U-162.
Наприкінці вересня він повернувся до Англії, де в жовтні був визначений до складу сил флоту, що готувались до вторгнення у Французьку Північну Африку. 6 листопада прибув до Гібралтару, включений до Центральної оперативної групи З'єднання Н. Разом з крейсерами «Аргонаут», «Аврора», «Карібдіс» та «Сцилла» забезпечував висадку морського десанту в Орані. Протягом листопада виконував завдання з протичовнової оборони узбережжя Північної Африки та супроводу капітальних кораблів у навколишніх водах.
28 листопада 1942 року неподалік від узбережжя Африки разом з австралійським есмінцем «Кіберон» глибинними бомбами затопили італійський підводний човен «Дессе».
2 грудня 1942 британське з'єднання «Q» під командуванням контр-адмірала С.Харкота, що патрулювало у цій частині Сицилійської протоки, й мало у своєму складі 3 легких крейсери «Аврора», «Аргонаут» і «Сіріус», а також 2 есмінці супроводження, британський HMS «Квентін» та австралійський HMAS «Кіберон» схопилося в бою з італійським конвоєм, у ході якого були потоплені всі торгові судна конвою і есмінець «Фольгоре», котрий їх ескортував. На зворотному шляху до Мальти, з'єднання «Q» піддалося атаці з повітря італійськими бомбардувальниками «Савойя» SM.79, які намагалися потопити кораблі супротивника, але марно. Пізніше, внаслідок повітряної атаки німецьких літаків Ju 88 британський есмінець «Квентін» був потоплений, з ним загинуло 20 матросів.